# Maurizio Diana
Maurizio Diana (Roma, 4 agosto 1939) è un geologo, fisico e pittore italiano.
Nella sua attività di ricerca scientifica è ricordato in particolar modo per l'impegno profuso nello sviluppo di tecnologie applicate al settore dei Beni Culturali.

## I primi lavori di ricerca
Laureato in Geologia nel 1964 presso l'Università di Roma La Sapienza con una tesi sulla “Natura fisica dell'interno della Terra e dimensioni del Nucleo”, diviene Assistente Volontario presso la cattedra Sismologia diretta dal professor Pietro Caloi negli anni accademici dal 1964 al 1967.
Dall'anno di laurea è ricercatore presso il CNEN (Comitato Nazionale per l'Energia Nucleare) nel Centro Ricerche della Casaccia di Roma, dove svolge attività di ricerca sul danneggiamento dei materiali prodotto da particelle ionizzanti (Radiation Damage). Contestualmente è ricercatore associato presso il Joint Research Centre Europeo di Ispra.
Dal 1966 inizia un lungo filone di ricerca sugli Atomic Scattering Factor sui metalli per la conoscenza delle configurazioni elettroniche degli elementi metallici dal Titanio al Rame (elementi 3D) in collaborazione con il Centro di ricerca MASS (US Army Materials and Mechanics Research Center di Watertown).
Nel 1968 dopo una visita alle facilities dei reattori del CEA di Saclay (Francia) partecipa allo sviluppo e alla costruzione di un collimatore di neutroni per lo sviluppo del sistema diagnostico della Neutronigrafia presso il reattore Triga Mark II della Casaccia.
Nel 1969 inizia un programma di ricerca, con prospettive applicative, con la tecnica dello Small-Angle Scattering con raggi X, recandosi come ricercatore associato presso l'Università di Parigi-Orsay Laboratoire de Physique des Solides diretto dal professor André Guinier (inventore della “Camera di Guinier”), lavorando alla creazione di uno strumento per la tecnica del Basso Angolo per raggi x ad alta penetrazione. Nel 1971, con la stessa tecnica, ha realizzato presso i laboratori della Casaccia un sistema di analisi per lo studio della dimensione e della loro distribuzione dei pori nei filtri di allumina, utilizzati per l'arricchimento dell'uranio.
Dal 1972 fino al 1996 è  responsabile di ricerca al CNEN (poi ENEA).

## Tecnologie applicate per i Beni Culturali
Nel 1983 è iniziatore dell'attività di trasferimento tecnologico verso il settore dei Beni Culturali, ideando un modello innovativo di gestione delle risorse e delle strutture di ricerca: un gruppo selezionato di specialisti da lui nominati sviluppano ricerche specifiche e cominciano ad offrire servizi alle strutture operative (Soprintendenze) del Ministero dei Beni Culturali, avvalendosi dei più avanzati laboratori dell'ENEA.
Nel 1984 coordina il primo di una lunga serie di progetti interamente dedicati alla conservazione del patrimonio artistico italiano: “Sicurezza sismica dei Monumenti”.
Successivamente coordina il progetto “Studi microclimatici nei Musei: Pinacoteca di Brera (MI), Museo Civico di Viterbo, Museo di Capodimonte (NA)”.
Nello stesso anno coordina il lavoro di analisi sull'Angelo di Castel Sant’Angelo, la famosa opera di Pietro Antonio Werschaffelt, tra i simboli più noti del patrimonio artistico della Capitale. L'Angelo, mai spostato dai tempi della sua installazione nel 1753, fu smontato nei suoi trenta pezzi costitutivi, sistemati in altrettante casse sul terrazzo di Castel S.Angelo, e trasportati al Centro Studi della Casaccia dell'ENEA con un elicottero dell'Esercito italiano.
Nel 1985 è ideatore del progetto “Progettazione di un sistema avanzato per la catalogazione semiautomatica di reperti archeologici ceramici” (Stelit Sistemi S.p.A.) e l'anno successivo è promotore e coordinatore del “Progetto Piemonte”, in collaborazione con FIAT Engineering, nel Programma “Giacimenti Culturali” del Ministero dei Beni Culturali.
Nel 1986 Maurizio Diana e la sua équipe partecipano alla Biennale di Venezia nel settore “Arte e Scienza” con un'esposizione didattica sulle analisi dell'acqua di risalita all'interno dei muri dei palazzi di Venezia, tramite la tecnica della “cattura radiativa dei neutroni”.

## La risonanza dei progetti ENEA in Italia e all'estero
Alla luce dell'importante valore scientifico delle ricerche ENEA nell'ambito della conservazione dei Beni Culturali promosse e coordinate da Maurizio Diana, si sviluppa un grande interesse in Italia e nel mondo per l'utilizzo delle nuove tecnologie applicate a questo settore.
Nel 1988 Maurizio Diana, insieme ad una delegazione ENEA da lui guidata, si reca a Mosca per "Italia 2000" (mostra delle eccellenze italiane organizzata dall'ICE) con la statua di "Giove egioco" della Soprintendenza Archeologica di Roma ed espone al presidente URSS Mikhail Gorbacev e al presidente del Consiglio italiano Ciriaco De Mita l'esecuzione in diretta delle tecniche di diagnostica sulla statua.
Nel 1989 viene nominato Direttore del Progetto di Macrostruttura “Tecnologie per la Salvaguardia del Patrimonio Artistico”. Questo importante progetto ha realizzato in 10 anni di attività oltre 500 interventi diagnostici su altrettante importanti opere d'arte.
L'evoluzione delle tecnologie applicate ai Beni Culturali genera sempre più interesse in ambito accademico e scientifico e tra la fine degli anni ottanta e l'inizio degli anni novanta Maurizio Diana decide di incanalare questa crescente attenzione nell'organizzazione di tre importanti convegni internazionali interamente dedicati al rapporto tra patrimonio artistico e scienza: nel 1987 “Arte come Scienza” a Roma, nel 1992 “Arte e Scienza” a Vinci, nel 1993 “Gli Strumenti della Memoria” a Bologna.
L'équipe di Maurizio Diana, sull'onda del notevole interesse suscitato per le ricerche d'avanguardia nel settore, partecipa a numerose manifestazioni internazionali, quali: il convegno per il progetto europeo “Eureka! L'Europe” di Parigi (1987); l'Expo Universale di Siviglia (1992); l'esposizione “Tecnova” di Madrid (1987); il convegno “Worldtech” di Vienna del 1989.
Nel 1993 Maurizio Diana organizza con l'ICE la settimana della “Tecnologia Italiana per i Beni Culturali” nella città di Chicago, un grande convegno-esposizione dedicato all'innovazione tecnologica Italiana nel settore.
A corredo delle attività dell'ENEA per le ricerche nell'ambito della conservazione dei Beni Culturali dirige promuove e dirige la pubblicazione di quattro volumi: “Le nuove tecnologie per la Salvaguardia del Patrimonio Artistico” (Edizioni De Luca, 1985), “Tecnologie per la Cultura” (Edizioni De Luca, 1988), “La Chimera d'Arezzo” (ed. Il Torchio, Firenze 1992), e “L'attività dell'Enea per i Beni Culturali” (ed. Il Torchio, Firenze 1995).

## Gli anni 2000: insegnamento e grandi restauri
Terminato il suo lavoro in ENEA Maurizio Diana decide di continuare la sua esperienza di scienziato dei Beni Culturali da libero professionista e di mettere al servizio del mondo universitario la sua grande esperienza del settore. Nel 2000 è docente a contratto per il corso di Laurea “Tecnologie applicate al Restauro e alla Conservazione dei Beni Culturali” della Facoltà di Scienze dell'Università di Roma “La Sapienza” e nel 2002 è ideatore e coordinatore del Corso di Formazione “Metodologie fisiche non distruttive per le indagini sui Beni Culturali” presso la Facoltà di Fisica. Da quell'esperienza nascerà nel 2005 il volume “Metodologie fisiche non distruttive per le indagini sui Beni Culturali” curato da Maurizio Diana insieme al prof. Giovanni E. Gigante, utilizzato in seguito come testo di studio in molte università italiane.
Per tutti gli anni 2000 Maurizio Diana mette a disposizione le sue competenze professionali per lo sviluppo di importanti progetti di restauro di beni di fondamentale interesse artistico e culturale del Paese. Nel 2003 dirige le analisi scientifiche del restauro dell'“Apollo di Veio” e l'anno successivo dell'“Eracle di Veio”, due importanti statue fittili a grandezza naturale del Museo di Villa Giulia di Roma. Contestualmente ai lavori di restauro delle statue di Veio, è responsabile delle analisi scientifiche per il restauro della Cappella d'Italia nella Co-Cattedrale di San Giovanni a Valletta (Malta).
Il 2005 è l'anno della statua lapidea “La fanciulla di Anzio” del Museo Nazionale Romano e nel 2008 dell'Obelisco Lateranense, l'Obelisco di piazza San Giovanni in Laterano di Roma, di cui coordina le indagini scientifiche sullo stato di conservazione e sulla stabilità dell'opera.
Nel 2006, sulla scia di questa serie di importanti restauri, Maurizio Diana viene premiato da Legambiente in occasione del lancio della campagna "Salvalarte" nell'ambito del "Premio Amici dell'Arte" nato per segnalare "dieci personalità che operano nei beni culturali e si sono distinte per avere contribuito al restauro di opere d'arte a rischio, a portare avanti battaglie in difesa della tutela dei beni culturali, per aver restituito alla legalità e alla cittadinanza pezzi d'arte rubati e violati, o per aver trovato forme innovative di gestione e fruizione del patrimonio storico artistico."

## L'attività artistica
Contestualmente alla sua carriera scientifica, Maurizio Diana ha affiancato l'attività di pittore iniziata già dall'età dell'adolescenza. Negli anni sessanta segue la tendenza neofigurativa sulla scia della "Scuola romana", Nel 1969 lavora a Parigi in un gruppo d'avanguardia (CAP, Comité d’Action Plasticien) sperimentando ed applicando la pittura collettiva su temi di attualità politica attraverso la produzione di "affiches" destinati all'affissione ed al dibattito pubblico sulle strade (copie di questi manifesti, da lui donati, sono conservate al Musée de la Publicitè di Parigi). Negli anni settanta collabora con la galleria "Il Babbuino" di Roma, e a Parigi partecipa ai saloni della "Jeune Peinture" e di "Figuration Critique".
Dagli anni ottanta sviluppa un innovativo sistema compositivo dell'immagine dove i grandi quadri diventano installazioni nelle quali le immagini dipinte su tela si fondono con panorami e luoghi fisici attraverso la proiezione di diapositive in bianco e nero e la variazione dell'intensità della luce proiettata.
Gli anni ottanta vedono la produzione di numerose opere che sfruttano la nuova tecnica compositiva. La creazione delle opere con questa tecnica viene immortalata in un documentario prodotto con la collaborazione del regista Luciano Emmer dal titolo “L'Ultima Cena? - Movimenti di Luce e di Suono”.
Dal 2000 in avanti consolida la sua presenza all'estero con mostre personali e collettive. Nel 2003 è invitato alla Biennale di Alessandria (Egitto), nel 2008 tiene una personale a Valletta organizzata dall'Istituto Italiano di Cultura di Malta, nello stesso anno è a Parigi per una personale organizzata dall'Istituto Italiano di Cultura a Parigi e dalla Camera di Commercio Italiana per la Francia. Dal 2008 partecipa al Salon des Artistes Independants presso il Grand Palais di Parigi, nel 2009 organizza una mostra presso il consolato d'Italia a Lilla e celebra i 50 anni di attività artistica presso Palazzo Ferrajoli a Roma.
Nel 2011 partecipa all'iniziativa “100 Artisti per Hangzhou”, organizzata dall'Hangzhou Cultural Brand Promotion Organization, per incarico della città di Hangzhou, e da Assoartisti-Confesercenti, con l'obiettivo di aumentare l'interscambio culturale tra Italia e Cina attraverso il linguaggio dell'arte.
Nel 2013 esce la monografia “Maurizio Diana – Une figuration illuminée”, scritta dal critico d'arte francese Gérard Xuriguera, che ripercorre gli ultimi anni di produzione artistica caratterizzata dalla fusione dell'immagine con la componente luminosa.
Le sue opere si trovano in molte collezioni private e parte dell'opera grafica è conservata presso la Bibliotheque Nationale de France nella sezione “Collections des Estampes du XXème siècle”.

## Presenza in Commissioni istituzionali
- Nuovi Corsi di Laura in Conservazione dei Beni Culturali (1984)
- Diffusione della Cultura Scientifica del Ministero per la Ricerca Scientifica (1994)
- Mappatura dei Carichi Critici del Ministero dell'ambiente (1994)
- Membro del Comitato Scientifico della “2° Conferenza internazionale sulle prove non distruttive, metodi microanalitici e indagini ambientali per lo studio e la conservazione delle opere d'arte” (1988)
- Coordinatore del Comitato Scientifico dell'ARPAI (Associazione per il Restauro del Patrimonio Artistico Italiano), incarico detenuto tuttora
- Membro del Comitato Scientifico della “3a Conferenza internazionale sulle prove non distruttive, metodi microanalitici e indagini ambientali per lo studio e la conservazione delle opere d'arte” (1992)
- Membro del Comitato Scientifico “6th international conference on non-destructive testing and microanalysis for diagnostics and conservation of cultural and enviromental heritage”(1999)
- Membro del Comitato Scientifico Convegno AIAr “Verso nuove figure professionali per lo studio, la conservazione, la gestione dei Beni Culturali” (2000)
- Membro del Comitato Scientifico Secondo congresso nazionale dell'Associazione Italiana di Archeometria, “Scienze per i Beni Culturali” (2002)
- Membro del Comitato Scientifico del “Centro Zetema” per la valorizzazione delle risorse storico-ambientali di Matera, dal 1991 al 1996
- Responsabile del sottoprogetto “Prove non distruttive” del progetto europeo Eurocare-Copal (1990)
- Responsabile internazionale del progetto pilota Italia-Grecia finanziato dalla CEE (ECC-STEP n°0143-IT) sulla conservazione del patrimonio lapideo in aree antropizzate (1991)
- Coordinatore dell'accordo ENEA-ICCD (Istituto Centrale per il Catalogo e la Documentazione del Ministero dei Beni Culturali) dal 1991 al 1995
- Socio fondatore e primo presidente dell'AIAr, Associazione Italiana di Archeometria e Consigliere dal 1999 al 2003
- Curatore del Notiziario AIAr per i numeri 0 e “Numero Speciale” (1999)